# Caño Martín Peña
El Caño Martín Peña constituye un recurso natural de incalculable valor para el área metropolitana de San Juan, Estado Libre Asociado de Puerto Rico. Es un cuerpo de agua de aproximadamente seis (6) kilómetros de largo (3.75 millas) que conecta la bahía de San Juan con las lagunas Los Corozos y San José. Estas lagunas a su vez se conectan por su otro extremo con la laguna Torrecilla a través del Canal Suárez hasta Boca de Cangrejos. El Caño Martín Peña ofrece unas condiciones únicas para crear un área de recreación extensa y continua en el mismo corazón de la ciudad de San Juan, Puerto Rico. En el Caño Martín Peña se han identificado unas áreas problemáticas íntimamente ligadas entre sí que son: la vivienda, la contaminación ambiental y la hidrología del sistema de bahía, canales, ríos y lagunas del área metropolitana de San Juan.

## Historia
El Caño Martín Peña tiene un pasado y un presente marcados por contrastes sorprendentes. Décadas después de la inauguración allí de la primera comunidad durante los años 1920 (Barrio Obrero) y de la posterior ocupación de los manglares. Alrededor de él se encuentran 8 comunidades que se dividen, 4 al norte: Barrio Obrero, Barrio Obrero Marina, Buena Vista Santurce y la Península de Cantera, y 4 al sur: Israel Bitumul, Buena Vista Hato Rey, Parada 27 y Las Monjas. Estos se asentaron en la década de los 30 con la migración de los campesinos a la ciudad por los efectos del huracán San Ciprián y la gran depresión económica sufrida por la nación Americana . Estos campesinos, a causa del déficit económico, solo pudieron ubicarse donde más les era accesible como lo eran los manglares . 
En ellos se lograba que fueran habitables rellenándolos con basura, desperdicios y otras pertenencias hasta crear un tipo de tierra firme en donde establecerse. A partir de la década siguiente, hay varias generaciones que conviven entre sí, siendo las primeras las que recuerdan con nostalgia el comienzo del levantamiento de comunidades que ahora luchan por la posesión de las tierras que sus antepasados campesinos utilizaron para construir una nueva vida. También pescaban en el caño, adonde llegaban hasta tiburones, y usaban las capotas de los carros como canoas. Otros pagaban algunos centavos para montarse en una yola que los transportara desde Las Monjas en Hato Rey hacia la escuela Ramos Antonini en Barrio Obrero.
Además de su estrechez -consecuencia de las ocupación de sus márgenes que fueron rellenándose-, el caño está contaminado, ya que hay 4,000 residencias y negocios que descargan aguas usadas al caño. Para los años 1930, el panorama comenzaba a dar señales de un cambio en la anchura del caño. Poco a poco, los campesinos sin tierra que se mudaban a la ciudad -por razones económicas o de salud- ocuparon los manglares de ambas riberas del cuerpo de agua luego de la construcción planificada de Barrio Obrero, pensado para los trabajadores en Santurce.
Casitas precarias de madera con techos de zinc, alzadas sobre zocos y a las cuales se llegaba con tablones, fueron naciendo de los terrenos cenagosos del manglar. Hoy viven en las ocho comunidades unos 27,000 vecinos. Atrás quedaron las palmas, los manglares y mogotes, el tranvía que comunicaba al pueblo de San Juan con Río Piedras y el histórico puente de Martín Peña, según fotografías e imágenes de finales del siglo XIX y principios del XX. Era como ver el paisaje de palmas que adornan hoy la carretera de Piñones. Son evidentes los cambios en la infraestructura, entretenimientos y problemas sociales, aunque las casas de madera que aún quedan, las costumbres de solidaridad y la flora mantienen viva en la memoria de algunos de sus residentes la historia de las comunidades del caño.

## Asentamiento

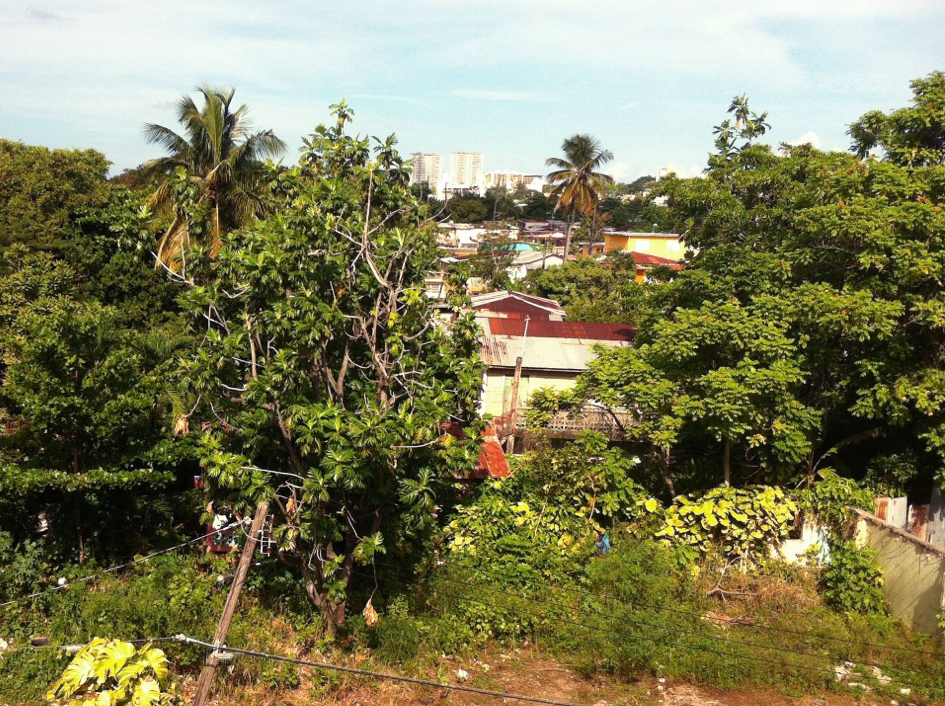
Asentamientos en los márgenes del Caño Martín Peña

En lo que asentamientos (vivienda) se refiere, existen una serie de arrabales en los márgenes del Caño cuya condición es deplorable y amenaza a la salud y bienestar de sus habitantes. Las descargas sanitarias crudas al Caño de estos arrabales son una de las causas del deterioro de las aguas del Caño. A través del programa de Desarrollo Comunal, se ha llevado a cabo el realojo de familias que residen en pésimas condiciones en los márgenes del Caño Martín Peña, para proveerles una vivienda adecuada a la vez que se eliminan los arrabales de la ciudad de San Juan. En el área del Caño residen unas 27,000 personas, divididas en ocho comunidades llamadas el G8: Barrio Obrero (Oeste y San Ciprián), Barrio Obrero-Marina, Buena Vista-Santurce, Península de Cantera, Parada 27, Las Monjas, Buena Vista-Hato Rey e Israel y Bitumul. Las comunidades del Caño Martín Peña fueron las primeras en establecer un fideicomiso de tierras, que garantiza la titularidad colectiva del terreno para el goce y beneficio de la comunidad.
Alrededor del 1930 la mayoría de las personas tuvieron que construir viviendas en los márgenes del caño, ya que era la única zona disponible para poder edificar una casa a lo que las condiciones mejoraban para poder alquilar una vivienda adecuada. Este proceso de construir las casas, muchas veces resultaba doloroso. Los terrenos eran invadidos ante la falta de vivienda para la cantidad de gente que estaba migrando la ciudad. Por tal motivo, muchas de las casas eran destruidas por los dueños de los terrenos o por el cuerpo de vigilantes que existía en la zona. Para evitar que les destruyeran las viviendas idearon formas de engañar a los vigilantes que custodiaban las fincas aledañas al caño. Esta forma de construcción no era privativa de un área, era más bien la forma de construir en todos los márgenes del caño. El proceso tenía que ser acelerado por la urgente necesidad de viviendas. 
La crisis económica de la década de 1940, en la agricultura provocó un éxodo masivo hacia las grandes ciudades. Esto, unido al cambio de una economía agrícola a una de industrial a comienzos de los años '50, fueron dos de los factores que crearon las condiciones para el gran fenómeno migratorio hacia las ciudades más industrializadas. Ante la imposibilidad de San Juan de proveer alojamiento a la ola migratoria campesina, estos se van acomodando en los cinturones de pobreza que están surgiendo en los márgenes del caño. Ante la necesidad de alojamiento las comunidades toman medidas para acomodar ésta oleada de desposeídos. Para ello crearon unos ranchones provisionales lo que podían rellenar alguna parte del caño para alojarlos. Debido al tipo de construcción sobre el agua, la zona era muy peligrosa. Las condiciones higiénicas eran insalubres y los accidentes eran frecuentes. Las caídas dentro del caño podían ser muy desagradables y las frecuentes inundaciones provocaban la aparición de sabandijas. Por eso casi todos dormían en hamacas.

## Alimentación
La mayoría de las personas que vivían en el caño conservaron sus raíces campesinas. La necesidad de suplir la precaria dieta motivó la creación de huertos caseros y la crianza de animales de granjas que proveyeran leche, huevos y carne. Donde el terreno no era apto para sembrar se procedía a rellenar con tierra fértil para poder hacer huertos de hortalizas y viandas (batata, yautía, ñame, papa, malanga) con que sustentar a la familia y suplementar la dieta básica de arroz, habichuelas y bacalao. La crianza de animales para uso doméstico y para la venta fue una de las formas utilizadas por los habitantes de los márgenes del Caño Martín Peña para obtener un dinero adicional con que adquirir bienes adicionales como ropa y calzado. Los huevos, la leche y la carne que obtenían de la crianza de gallinas, vacas y cerdos eran un suplemento dietético y una inversión de capital. La dieta básica era dictada por la escasez de dinero. Por lo tanto, se consumía lo más barato.
Vida en comunidad
Debido a la pobreza generalizada, la ayuda mutua era imprescindible para la supervivencia del grupo. La cooperación entre los diferentes componentes de la comunidad era parte vital de la vida en comunidad. La construcción de viviendas y el relleno del caño fue un trabajo cooperativo. Uno de los problemas principales que enfrentaba la comunidad era cuando se anunciaba una tormenta.